# Psychotria raiateensis
Psychotria raiateensis är en måreväxtart som beskrevs av John William Moore. Psychotria raiateensis ingår i släktet Psychotria och familjen måreväxter. Inga underarter finns listade i Catalogue of Life.